# Operatie Jaque

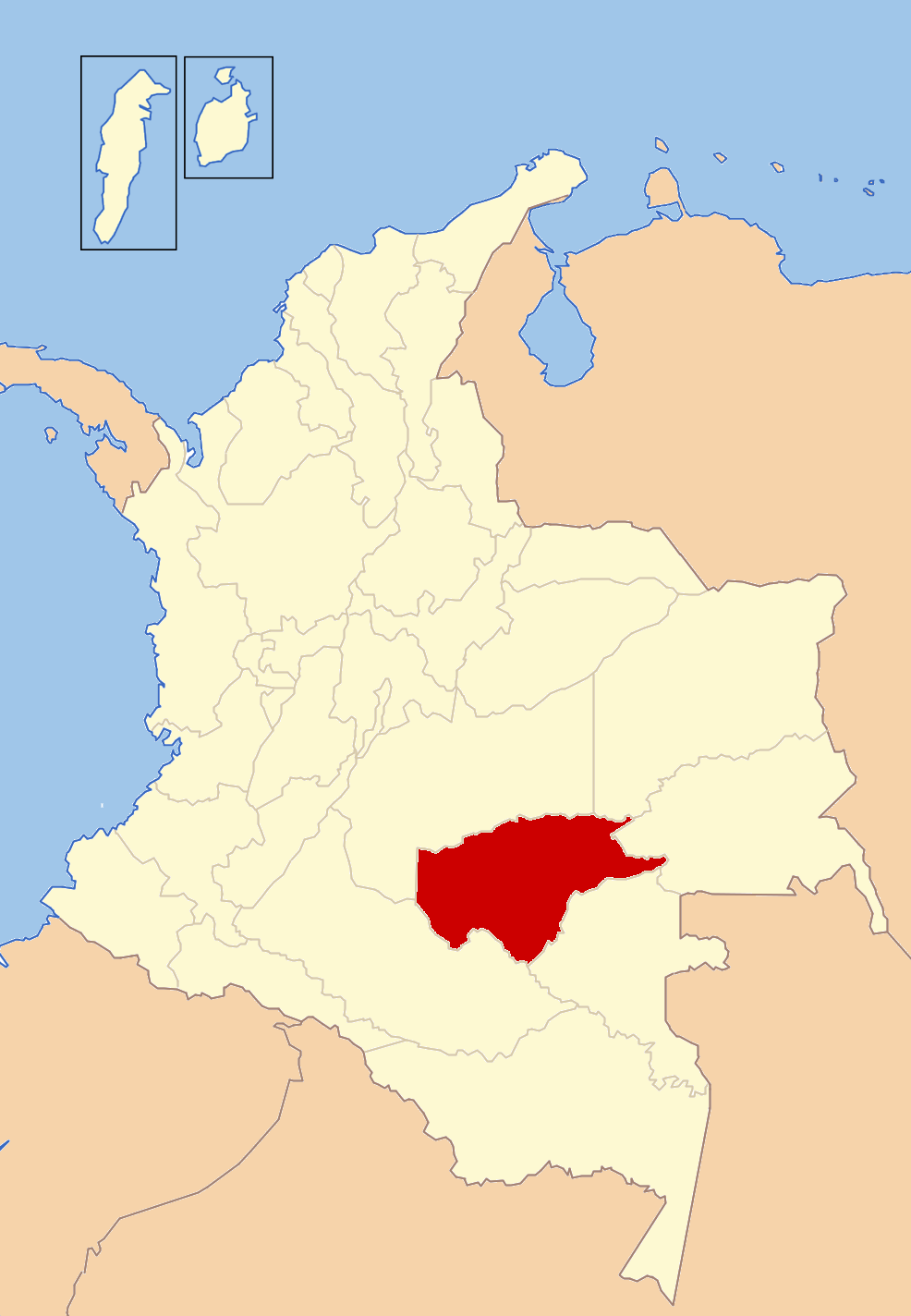
Kaart

Operatie Jaque was een Colombiaanse militaire operatie, die als doel had vijftien mensen te bevrijden die werden vastgehouden door de FARC.
De operatie vond plaats op 2 juli 2008, langs de rivier de Apaporis in het Guaviare departement. De groep gijzelaars bestond uit de voormalige presidentskandidate van Colombia, Íngrid Betancourt, drie Amerikaanse aannemers en elf leden van het leger en politie. Het leger was al een jaar geïnfiltreerd in de FARC-eenheid die Betancourt gevangen hield. Ze maakten de lokale commandant wijs dat de gijzelaars per helikopter naar een andere locatie verplaatst zouden worden. Deze helikopter was echter bemand door het Colombiaanse leger en eenmaal in de lucht werd de bewaker van de gijzelaars overmeesterd.
De naam van de operatie komt van het Spaanse woord voor de schaakterm "schaak".

## Losgeld?
Op 3 juli 2008 meldde het Zwitserse radiostation RSR dat deze reddingsactie in scène zou zijn gezet. Twee leden van de Colombiaanse guerrillabeweging FARC zouden voor 20 miljoen dollar (12,7 miljoen euro) zijn omgekocht zodat de Frans-Colombiaanse politica Ingrid Betancourt en veertien andere gijzelaars konden worden 'gered'. De defensieminister Juan Manuel Santos heeft in een reactie elke vorm van betaling ontkend. "Die informatie is absoluut onjuist. Er is geen enkele aanwijzing hiervoor. We weten niet waar dit vandaan komt en waarom deze geruchten zijn verspreid". Om het tegendeel aan te tonen gaf de Colombiaanse regering de video van de bevrijding vrij.
Op 10 maart 2009 werd opnieuw beweerd dat de bevrijdingsactie in scène zou zijn gezet, ditmaal door Noël Saez, tot 2004 Frans consul in Colombia, in het Franse dagblad Le Figaro. "De hele operatie is als een heuse Hollywoodfilm geënsceneerd", beweerde hij. Volgens hem zou Betancourt niet zijn bevrijd, maar zijn vrijgekocht. Noël Saez was niet bij deze actie betrokken, maar hij was onder de bijnaam "008" tussen 2002 en 2008 verantwoordelijk voor vruchteloze pogingen om tussen de FARC en de Franse regering een dialoog aan te gaan.

## Lijst van bevrijde gijzelaars
- Íngrid Betancourt, 6 jaar gevangenschap
- Marc Gonsalves, 6 jaar
- Keith Stansell, 6 jaar
- Thomas Howes, 6 jaar
- Luitenant Juan Carlos Bermeo (Colombiaanse leger), 9 jaar gevangenschap
- Luitenant Raimundo Malagón (Colombiaanse leger), 10 jaar
- Sergeant José Ricardo Marulanda (Colombiaanse leger), 10 jaar
- Sergeant Erasmo Romero (Colombiaanse leger), 10 jaar
- Korporaal William Pérez (Colombiaanse leger), 10 jaar
- Korporaal José Miguel Arteaga (Colombiaanse leger), 10 jaar
- Korporaal Armando Flórez (Colombiaanse politie), 10
- Luitenant Vianey Rodríguez (Colombiaanse politie), 10 jaar
- Korporaal Jhon Jairo Durán (Colombiaanse politie), 9 jaar
- Korporaal Julio Buitrago (Colombiaanse politie), 8 jaar
- Superintendent Armando Castellanos (Colombiaanse politie), 9 jaar